# La ciudad en la que reina un niño
La ciudad en la que reina un niño (La Ville dont le prince est un enfant en su título original; también traducida como la ciudad cuyo príncipe es un niño) es una obra de teatro del dramaturgo francés Henry de Montherlant escrita en 1929 y publicada en 1951. Inspirada en su propia experiencia, siendo un sosías del personaje de André Sevrais, el autor llegó a declarar que el personaje en el que está inspirado Serge fue el único amor verdadero de su vida. En la novela Les garçons (1969), Montherlant retomó la misma trama, transformando el personaje de André Sevrais en Alban de Bricoule. El título se refiere a un versículo del Eclesiastes, 10-16: ¡Ay del país que tiene por rey a un chiquillo, y en el que sus príncipes amanecen en banquetes!.

## Argumento
Ambientada en un colegio católico, se centra en el joven Serge Souplier de catorce años, un alumno apuesto y rebelde pero con buen corazón, del que se enamoran, tanto su compañero dos años mayor André Sevrais como el abate Pradts. Éste observa con recelo la íntima amistad entre los dos adolescentes. El sacerdote hace valer su posición de superioridad para controlar la relación a favor de sus propios intereses, aunque finalmente, la situación se desborda con la intervención decidida del Padre Superior.

## Representaciones destacadas
La obra solo se estrenó en un escenario dieciesis años después de su publicación, debido a los propios escrúpulos del autor, dado lo delicado del tema tratado. Fue en el Théâtre Michel (París), con Paul Guers en el papel de abbé de Pradts, Didier Haudepin como Sevrais y Jean Deschamps (M. l'Abbé Pradeau de la Halle). Se mantuvo en cartel hasta 1971, totalizando 1450 funciones.
Estrenada en España el 6 de octubre de 1973, en el Teatro Lara de Madrid, en versión de Joaquín Calvo Sotelo, dirigida por José Luis Alonso, con decorados de Emilio Burgos e interpretada por Alfredo Alcón (abate Pradts), Carlos Lemos (Padre Superior), José María Pou, Chacho Lage, Rafael Cabarcos y Manuel de Benito.
Fue traducida al inglés por Vivian Cox con el título de The Fire that Consumes y se representó en Mermaid Theatre del West End londinense en 1977, dirigido por Bernard Miles, con interpretación de Nigel Hawthorne en el papel de Pradts.
Se repuso sobre los escenarios franceses en 1994, en el Théâtre Hébertot, de París. Con Christophe Malavoy (abbé De Pradts), Michel Aumont (le supérieur) y Guillaume Canet (Sevrais).

## Adaptaciones
En 1997 se hizo una adaptación para la televisión France 2, que contó con la interpretación de Christophe Malavoy (M. l'Abbé de Pradts), Michel Aumont (M. l'Abbé Proudeau de la Halle, supérieur du collège), Clément Van Den Bergh (Serge Souplier) y Naël Marandin (André Sevrais).